# Psilorhinus morio
La chara papán (Psilorhinus morio) es una especie de ave paseriforme de la familia Corvidae. Es la única especie del género monotípico Psilorhinus. Se encuentra desde el golfo de México al sur de México hasta América Central. Al norte de su distribución el área más habitada por esta ave se encuentra en el Río Grande, al sur de Texas (Estados Unidos).

## Descripción
Su plumaje varía geográficamente, hay dos grupos principales. Los ejemplares más norteños son casi totalmente de color café oscuro, con color café más claro en su parte inferior. Los ejemplares más sureños son blancos en sus partes superiores y tienen las puntas de las plumas de color blanco brillante. La zona de integración se sitúa en Veracruz, México.
Las aves adultas de ambas poblaciones tienen picos y patas negras. Las aves jóvenes presentan un anillo ocular amarillo.
El canto es un ruidoso pero grave pí-ah, que se modifica a menudo para adaptarse a su situación o humor.

## Ecología
La mayoría de las veces buscan su comida en los árboles pero también toman un poco de comida de la tierra. Comen insectos y una amplia variedad de otros invertebrados como lagartijas, frutas [1], y néctar. Aunque comen sus huevos y polluelos, parecen no hacerlo cuando hay mucha comida disponible.
El nido es construido en un árbol o un arbusto grande por ambos sexos que ayudan en la construcción. Normalmente hay tres huevos pero no es extraño ver seis huevos en el nido. La incubación dura entre 18 y 20 días. Solamente la hembra los anida pero el padre la alimenta mientras ella está en el nido.
Algunas veces las aves jóvenes también ayudan en la crianza de los polluelos.  Si un ave ayudante regresa con comida, le dará comida a uno de los padres residentes para alimentar a los polluelos.

## Distribución
En América Central las charas papán no se encuentran en El Salvador; la distribución también se encuentra en el lado pacífico de América Central en Nicaragua, Costa Rica y Panamá Occidental.

## Galería

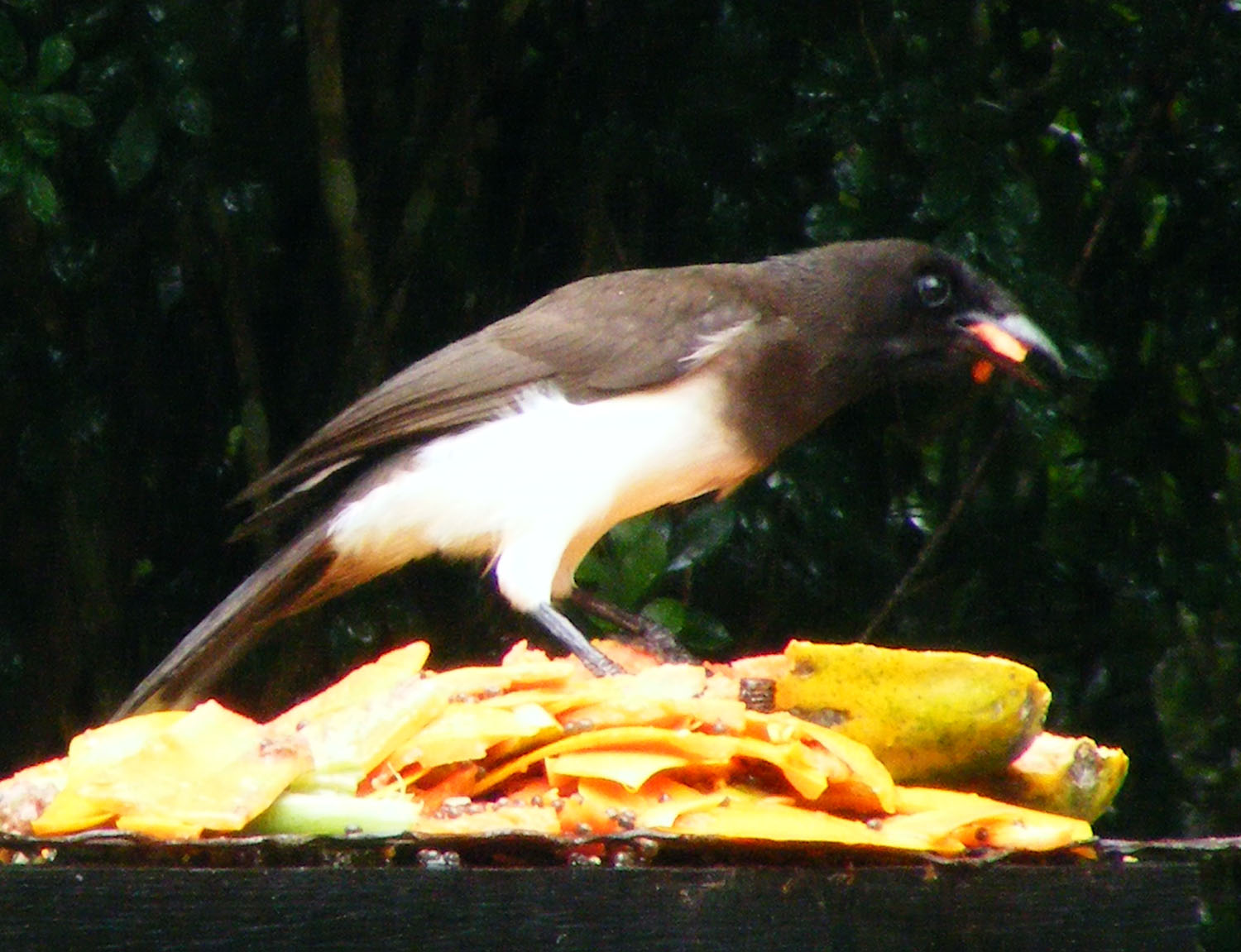
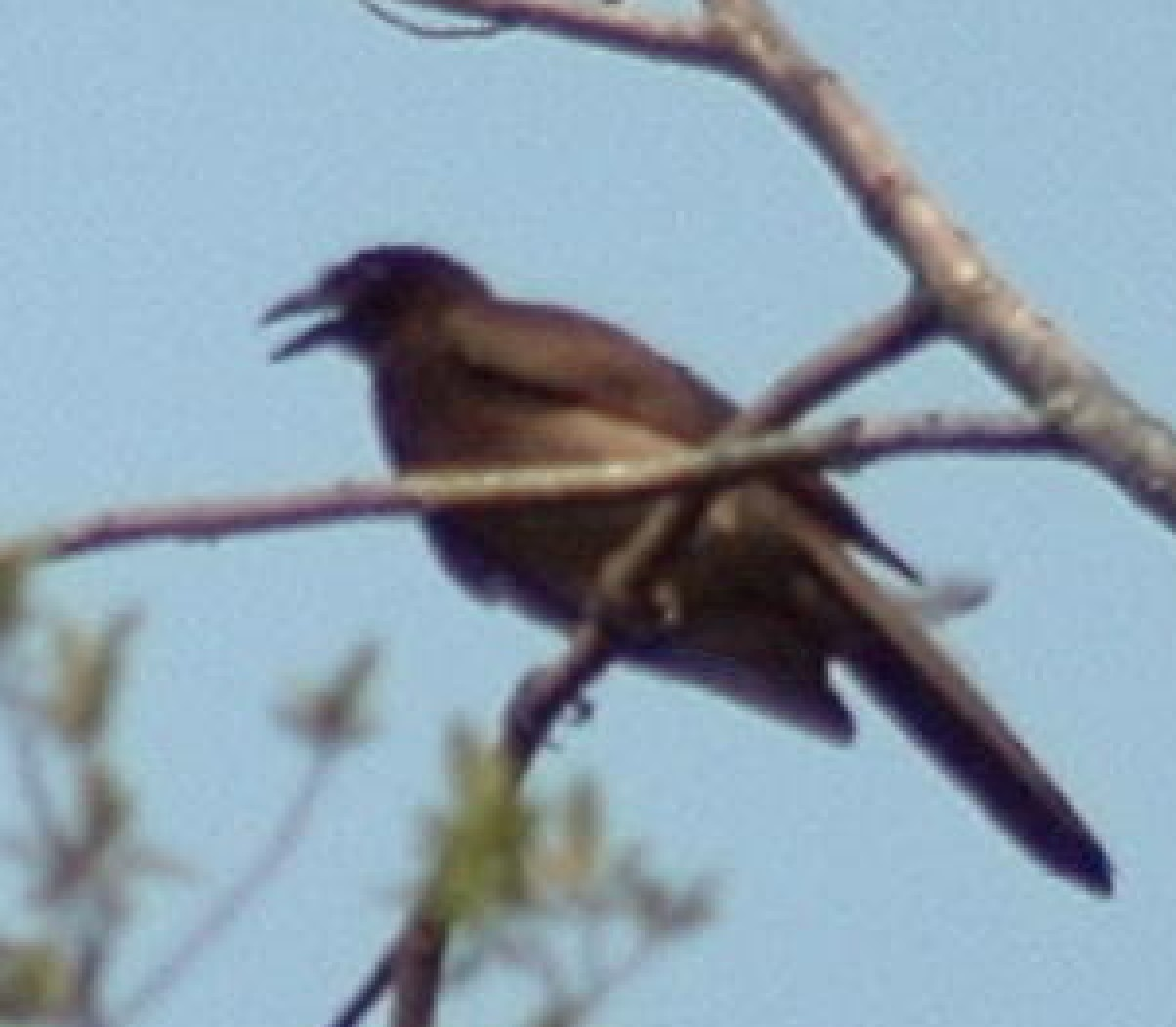
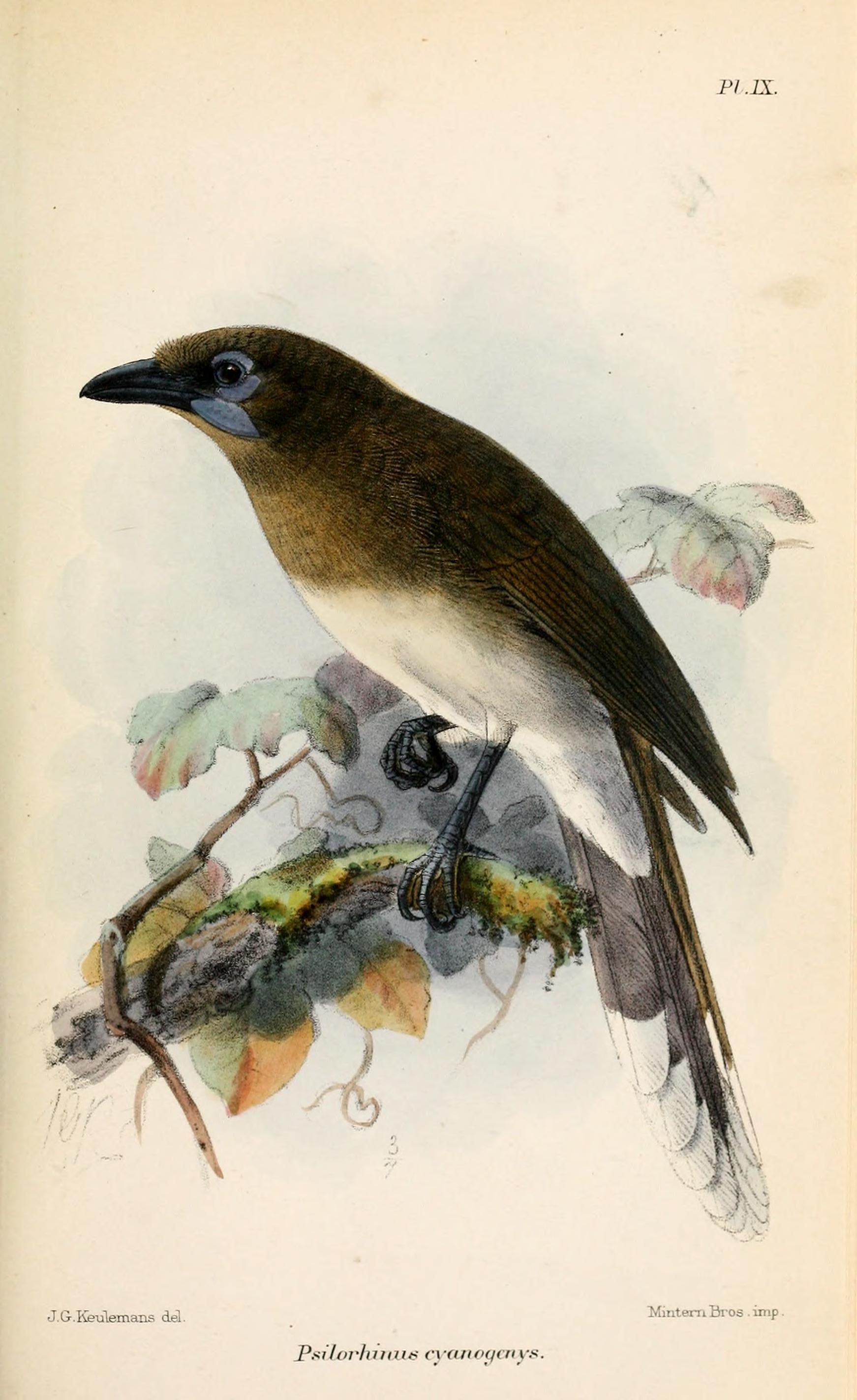